# Howa Typ 89
Das Howa Typ 89 ist ein japanisches Sturmgewehr, das von den Bodenselbstverteidigungsstreitkräften, der Marine und Spezialeinheiten Japans verwendet wird. Aufgrund strenger Exportauflagen wird es nicht von anderen Ländern eingesetzt. Es ersetzte die Howa-Typ-64-Gewehre der JGSDF. Als Nachfolger des Typs 89 ist das Howa Typ 20 vorgesehen.

## Geschichte
Als die Amerikaner im Vietnamkonflikt das M14 durch das M16 ersetzten, wurde das Kaliber 5,56 × 45 mm NATO neue NATO-Standardmunition. Deshalb begann Japan ein neues Sturmgewehr zu entwickeln, um die alten Gewehre im Kaliber 7,62 × 51 mm NATO zu ersetzen.
Die Firma Hōwa Kōgyō wurde damit beauftragt, da diese bereits die Lizenz zur Produktion von AR-18 Gewehren besaß. Die dadurch gewonnenen Erkenntnisse flossen in die Entwicklung ein. Nach den Prototypen HR-11, HR-13, HR-15 und HR-16 (HR1604) wurde das Endprodukt als Typ 89 bezeichnet, nach dem Einführungsjahr 1989.

## Technik

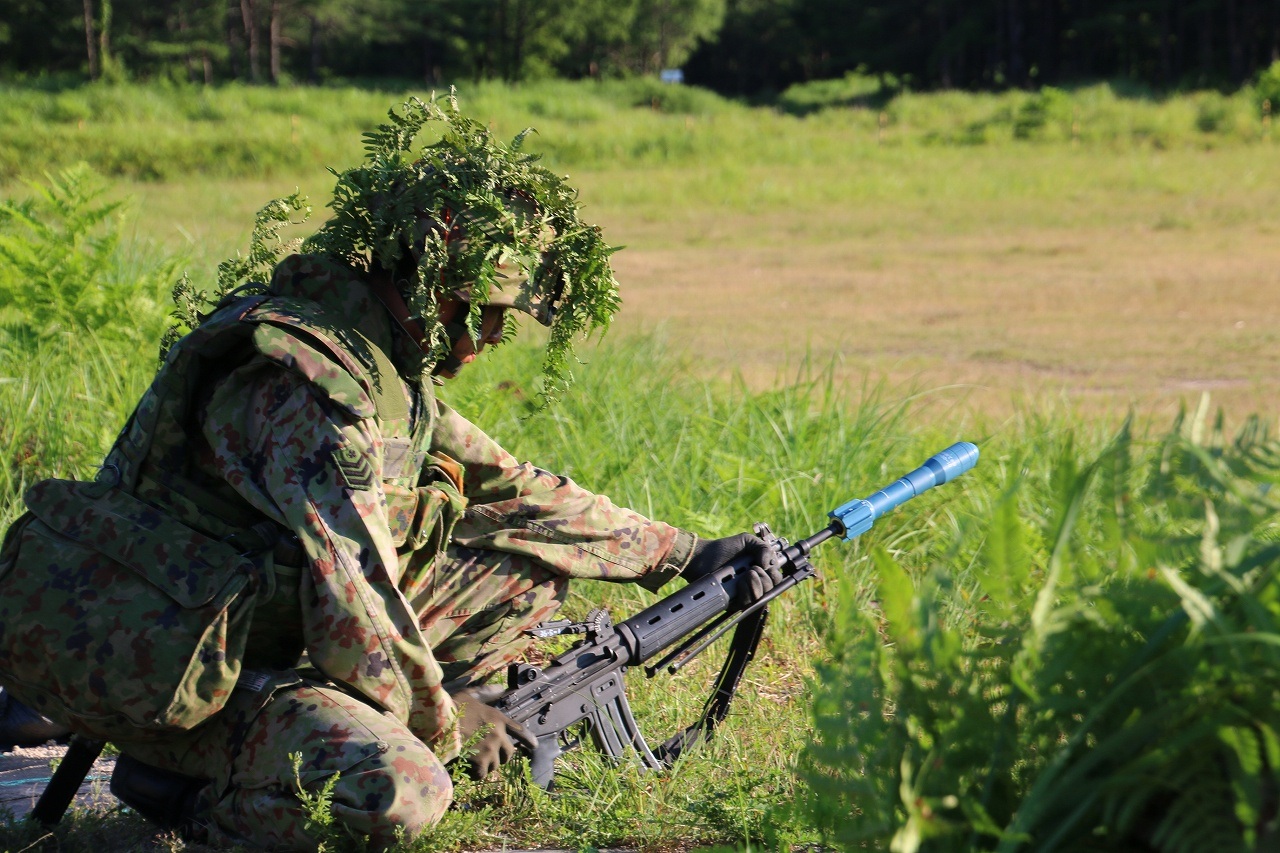
Typ 89 mit aufgesteckter Typ 06 Gewehrgranate

Wie alle modernen Sturmgewehre ist auch das Typ 89 ein Gasdrucklader mit Drehkopfverschluss, der Mechanismus entspricht dem des AR-18. Die Waffe hat eine feste Schulterstütze, die einen kleinen Stauraum enthält. Die Version Typ 89-F (früher Typ 89 Para) besitzt eine klappbare Schulterstütze und wird von Fahrzeugbesatzungen und Fallschirmspringern eingesetzt. Das dazugehörige Stangenmagazin fasst 30 Schuss, es können auch STANAG-Magazine verwendet werden, allerdings funktioniert dann der Verschlussfang nicht. Ein eigenes Bajonett wurde ebenfalls für die Waffe entwickelt, es kann ebenfalls das M-9 verwendet werden. Der Granatwerfer M203 lässt sich mit Hilfe eines Adapters befestigen. Der Feuerwahlhebel befindet sich nur auf der rechten Seite des Sturmgewehres.

## Popkultur
Die Howa Typ 89 kommt in dem Videospiel „Tom Clancy's Rainbow Six Siege“ als Primärwaffe des Operators Hibana vor.